# Angicos (kommun)
Angicos är en kommun i Brasilien.   Den ligger i delstaten Rio Grande do Norte, i den östra delen av landet, 1 700 km nordost om huvudstaden Brasília. Antalet invånare är 11 553.
Följande samhällen finns i Angicos:
- Angicos

Omgivningarna runt Angicos är huvudsakligen savann. Runt Angicos är det mycket glesbefolkat, med 7 invånare per kvadratkilometer.